# Laphystia rubra
Laphystia rubra är en tvåvingeart som beskrevs av Hull 1957. Laphystia rubra ingår i släktet Laphystia och familjen rovflugor. Inga underarter finns listade i Catalogue of Life.